# Oberleitungsbus Słupsk
Der Oberleitungsbus Słupsk war das Oberleitungsbus-System der polnischen Stadt Słupsk (deutsch Stolp), es bestand von 1985 bis 1999. Seine drei Linien bedienten die Stadtteile Zatorze, Śródmieście und Westerplatte, zuständiges Verkehrsunternehmen war – wie beim städtischen Omnibusverkehr – WPK Słupsk, aus dem 1999 MZK Słupsk hervorging.

## Geschichte
Die ersten Planungen eines Oberleitungsbussystems im damaligen Stolp stammen aus den 1930er Jahren und sollten die Stolper Straßenbahn langfristig ersetzen. Damals sollte eine Linie Kublitz mit Groß Brüskow verbinden. Dies wurde jedoch nicht umgesetzt.
Ende der 1970er Jahre plante WPK Słupsk erneut ein Oberleitungsbusnetz. Vorgesehen waren fünf Linien, darunter eine Überlandlinie ins 18 Kilometer entfernte Ustka. Der Bau der ersten Strecke begann im April 1985.
Am 20. Juli 1985 wurde die erste Obus-Linie A zwischen Rzymowskiego-Straße und Kopernika-Straße mit einer Länge von 4,7 Kilometern eröffnet. Eine zweite Linie B von der Rzymowskiego-Straße zur Hubalczyków-Straße ging am 11. November 1986 in Betrieb. Eine dritte Linie C wurde am 27. Juni 1987 zwischen der Rzymowskiego-Straße und der Hubalczyków-Straße eingerichtet, sie führte durch die Kopernika-Straße. Das Depot befand sich auf dem Gelände des ehemaligen Straßenbahn-Betriebshofs. Die Eröffnung der Linien D und E scheiterte an der damals schlechten wirtschaftlichen Lage Polens.
Anfang der 1990er Jahre wurden 10 Obusse des Typs ZiU-9 und ein Ikarus 280E ausgemustert, was zu einem Fahrzeugmangel führte. Es wurden daher drei Omnibusse des Typs Jelcz PR110 zu Obussen umgebaut. Im Juli 1997 tauschte Słupsk mit Tychy sieben betriebsfähige Obusse gegen sieben Omnibusse aus. Die restlichen acht Fahrzeuge reichten nicht aus, um das Netz vollständig zu bedienen. 1999 hatte Słupsk nur sieben Obusse in gutem technischen Zustand. Es wurden folgende Argumente gegen das Oberleitungsbusnetz hervorgehoben:
- Instandhaltung der Infrastruktur für einige Fahrzeuge war ineffizient
- Kabel, die die Unterwerke versorgen, sollten ersetzt werden
- Oberleitungsbusse verlangsamen den Verkehr[4]
- Das System ist alt und desolat
- Unterwerke produzieren zu viel elektrische Energie

Mitte Mai 1999 wurde die Oberleitung in der Hubalczyków-Straße demontiert, womit die Einstellung der Linien B und C verbunden war. Der letzte Obus verkehrte am 18. Oktober 1999 auf der Linie A. Die Fahrleitungsinfrastruktur wurde in den folgenden Wochen entfernt. Anstelle des ehemaligen Depots in der Kopernika-Straße befindet sich heute eine Wohnsiedlung.
Die Entscheidung über die Stilllegung des Obusnetzes wurde von den Medien, Einwohnern und Stadträten wiederholt kritisiert. Dem Stadtrat von Słupsk wurde vorgeworfen, die Entscheidung ohne Rücksprache mit Bewohnern und Stadträten getroffen zu haben, die sich hauptsächlich dafür aussprachen, die Oberleitungsbusse beizubehalten.

## Linien
Stand: 1987
| Linienkarte | Länge  | Strecke |
| ----------- | ------ | --- |
| bezramki    | 4,7 km | Rzymowskiego – 11 Listopada – Szczecińska – Tuwima – Deotymy – 9 Marca – Sienkiewicza – Kopernika – Sienkiewicza – 9 Marca – Tuwima – Szczecińska – 11 Listopada – Rzymowskiego |
| bezramki    | 6,6 km | Rzymowskiego – 11 Listopada – Szczecińska – Tuwima – Deotymy – Wałowa – Zamkowa – Garncarska – Wiejska – Bohaterów Westerplatte – Hubalczyków – Bohaterów Westerplatte – Wiejska – Garncarska – Zamkowa – Jagiełły – 9 Marca – Tuwima – Szczecińska – 11 Listopada – Rzymowskiego                                                                             |
| bezramki    | 7,8 km | Rzymowskiego – Piłsudskiego – Sobieskiego – 3 Maja – Wolności – Kopernika – Sienkiewicza – 9 Marca – Wałowa – Zamkowa – Garncarska – Wiejska – Bohaterów Westerplatte – Hubalczyków – Bohaterów Westerplatte – Wiejska – Garncarska – Zamkowa – Jagiełły – 9 Marca – Sienkiewicza – Kopernika – Wolności – 3 Maja – Sobieskiego – Piłsudskiego – Rzymowskiego |